# (34629) 2000 UK107
2000 UK107 (asteroide 34629) é um asteroide da cintura principal. Possui uma excentricidade de 0.06070260 e uma inclinação de 12.10687º.
Este asteroide foi descoberto no dia 30 de outubro de 2000 por LINEAR em Socorro.